# Johann Gottfried Olearius (Theologe, 1641)
Johann Gottfried Olearius (* 6. Mai 1641 in Halle (Saale); † 24. Januar 1675 in Burg) war ein deutscher Pädagoge und evangelischer Theologe.

## Leben
Der Sohn von Johannes Olearius begann nach einem Unterricht durch Privatlehrer 1659 ein Studium der philosophischen Wissenschaften an der Universität Jena. Nachdem er 1661 den akademischen Grad eines Magisters erworben hatte, widmete er sich dem Studium der Theologie. Dazu besuchte er die Vorlesungen von Johannes Musäus (1613–1681), Christian Chemnitz (1615–1666), Johann Ernst Gerhard der Ältere und Sebastian Niemann (1625–1684).
1662 unternahm er mit seinem Bruder Johannes Andreas Olearius eine Gelehrtenreise. Diese führte ihn nach Heidelberg, Basel und Straßburg. Über den Rhein hinab gelangten sie über Köln an die holländischen Universitäten in Utrecht, Leiden, Franeker und Groningen. Über die Universitäten Altdorf, Leipzig und Wittenberg waren sie zum Jahresende 1662 nach Halle zurückgekehrt, von wo er 1664 einen Ruf als Gymnasialprofessor für Philosophie und Theologie am neuerrichteten Gymnasium Augusteum in Weißenfels folgte.
An der Jenaer Hochschule erwarb er mit der Inaugural-Dissertation de Angelogia das Lizenziat und promovierte mit seinen beiden Brüdern Johannes August und Johann Christian Olearius 1674 in Jena zum Doktor der Theologie. 1666 ging er als Oberpfarrer der Oberkirche Unser Lieben Frauen und Superintendent nach Burg bei Magdeburg.

## Familie
Aus seiner am 5. Februar 1667 geschlossenen Ehe mit Sophie Magarethe, der Tochter des Amtsrats in Zerbst Johann Sigismund Rephuhn (auch Rebhuhn), sind drei Kinder bekannt. Von den Kindern kennt man:
- Johanna Elisabeth (* 14. Mai 1670 in Burg), verh. mit dem königlich Preußischen Rat und Nordhäuser Bürgermeister Johann Günther Riemann
- Sophia Magarethe Olearius (* 15. Juli 1671 in Burg)
- Johann Gottfried Olearius (* 7. Juni 1675 in Burg; † 13. September 1712 in Halle), 18. Mai 1695 Uni. Wittenberg, 29. April 1697 Mag. Phil ebenda; ordiniert in Leipzig am 9. Juli 1704, 1704 Diakon in Weißensee, 1709 Diakon St. Moritz Halle, verh. Maria Elisabeth, Tochter des Kaufmanns in Jena Gottfrid Danneberg, T. Sophia Regina (* 1706 in Weißensee; † 1708 ebenda); Johann Christian (* 29. Dezember 1707 in Weißensee); Johanna Sophie (* 4. Dezember 1709 in Halle)